# 門羅鎮區 (愛荷華州麥迪遜縣)
門羅鎮區（英語：Monroe Township）是位於美國愛荷華州麥迪遜縣的一個行政鎮區。

## 地方資料
根據2010年美國人口普查的數據，門羅鎮區的面積為92.04平方千米，當中陸地面積為91.95平方千米，而水域面積為0.09平方千米。當地共有人口290人，而人口密度為每平方千米3.15人。